# Perdicule du Manipur
Perdicula manipurensis
Espèce
Statut de conservation UICN

 EN C2a(i) : En danger
La Perdicule du Manipur (Perdicula manipurensis) est une espèce d'oiseaux de la famille des Phasianidae.

## Distribution
Cette espèce est divisée en deux populations distinctes réparties de part et d’autre du Brahmapoutre. La population nord se rencontre dans le nord-est du Golfe du Bengale et en  Assam jusqu’à Sadiya Sadiya. La population sud vit dans le Meghalaya, le Manipur, au Bangladesh et peut être aussi au Nagaland.

## Sous-espèces
- P. m. manipurensis Hume, 1881, forme nominative, correspond à la population située au sud du Brahmapoutre.
- P. m. inglisi (Ogilvie-Grant, 1909) est la sous-espèce vivant au nord du Brahmapoutre.

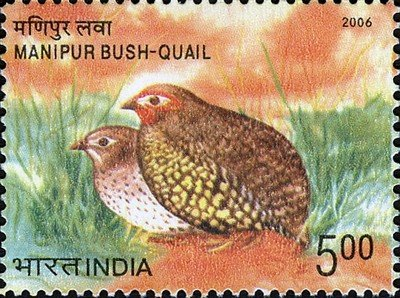
Timbre indien datant de 2006

## Habitat
La perdicule du Manipur se rencontre jusqu’à 1 000 m d’altitude, dans les hautes herbes, en particulier dans l’herbe à éléphants qui peut atteindre trois à quatre mètres de haut. Elle est inféodée aux terrains frais et humides, et fréquente aussi les marécages. Hennache & Ottaviani (2011) présentent, dans leur livre Cailles, Perdrix et Francolins de l’Ancien Monde, une photo de l’habitat.

## Mœurs
Cette perdrix est très timide, difficile à voir. Quelques rares observations montrent qu’elle vit en groupes de 4 à 12 oiseaux qui préfèrent piéter dans la végétation que s’envoler. Elle a parfois été aperçue sur des terres découvertes récemment incendiées, se nourrissant de tendres et nouvelles pousses (Birdlife International 2009). Alors qu’il parcourait le parc national de Manas, Choudhury (in Birdlife International 2006) rapporte en avoir vu partir devant sa voiture ; elles s’envolaient sur une distance de 15 mètres avant de se reposer dans les hautes herbes, puis de s’envoler à nouveau sur 15 mètres à l’approche du véhicule.

## Voix
Le seul chant décrit est celui d’une femelle maintenue en captivité (Ali & Ripley 1978). Il s’agit d’un sifflement whit-it-it-it-it répété trois ou quatre fois, de plus en plus fort et de plus en plus haut, correspondant probablement au cri de ralliement entre membres d’une même compagnie (Madge & McGowan 2002).

## Nidification
Les quelques données disponibles indiquent que cette perdicule se reproduit de janvier à mai.

## Statut, conservation
La perdicule du Manipur est classée comme vulnérable par Birdlife International. Son habitat particulier est en déclin, à cause d'une sévère fragmentation due tant au drainage qu'à la destruction des savanes marécageuses à hautes herbes. L’accroissement démographique exponentiel au Manipur et au Bangladesh s’accompagne de la mise en culture de la moindre parcelle exploitable. La chasse constitue aussi une autre menace, particulièrement au Bangladesh ; l’habitude de cette espèce de se tenir en groupes compacts favorise sa destruction car il est alors possible de tuer plusieurs oiseaux avec un seul coup de fusil.
Aucune perdicule du Manipur n’a été observée entre 1932 et 2006, ou depuis 2006, malgré de sérieuses recherches.
Cette espèce est protégée dans le parc national de Manas (Assam) mais toutes les recherches en cours pour la retrouver dans les zones frontalières du Manipur et au Nagaland ont dû être interrompues pour des raisons de sécurité.
Birdlife International (2009) recommande de déterminer les menaces qui pèsent sur cette perdicule et de recenser les habitats encore intacts convenant à l’espèce dans le bassin et les collines de l’est du Manipur, ainsi que dans les régions de Phalel, Imphal et Goalpara en Assam. Des recherches sur la présence de cet oiseau pourraient être faites par la méthode des points d’écoute.